# Lebiażje (obwód kurski)
Lebiażje (ros. Лебяжье) – wieś (ros. село, trb. sieło) w zachodniej Rosji, w sielsowiecie lebiażenskim rejonu kurskiego w obwodzie kurskim.

## Geografia
Miejscowość położona jest nad Sejmem (lewy dopływ Desny), 8 km od centrum administracyjnego sielsowietu (Czeriomuszki), 5 km na południowy wschód od Kurska, przy trasie europejskiej E38 (Ukraina – Rosja – Kazachstan).
We wsi znajdują się ulice: Szkolnaja i Ziemlanicznaja (252 posesje).
Klimat
Miejscowość, jak i cały rejon, znajduje się w strefie klimatu kontynentalnego z łagodnym ciepłym latem i równomiernie rozłożonymi opadami rocznymi (Dfb w klasyfikacji klimatów Köppena).

## Demografia
W 2010 r. wieś zamieszkiwało 356 osób.